# Temporada de huracanes del Atlántico de 1968
La temporada de huracanes del Atlántico de 1968 fue una de las cinco temporadas de huracanes del Atlántico durante la era de los satélites que no presentó un huracán importante, los otros fueron 1972, 1986, 1994 y 2013. La temporada comenzó oficialmente el 1 de junio y se prolongó hasta el 30 de noviembre, fechas que delimitan convencionalmente el período de cada año en el que se forman la mayoría de los ciclones tropicales en la cuenca del Atlántico. Fue una temporada por debajo del promedio en términos de tormentas tropicales, con un total de ocho tormentas identificables. El primer sistema, el huracán Abby, se desarrolló en el noroeste del Caribe el 1 de junio. Abby se desplazó hacia el norte y golpeó a Cuba, provocando fuertes lluvias e inundaciones en las partes occidentales de la isla. Al tocar tierra en Florida el 4 de junio, Abby provocó inundaciones y generó cuatro tornados, pero dejó pocos daños. En general, el huracán resultó en seis muertes y alrededor de $ 450,000 (1968  USD) en daños. A fines de junio, la tormenta tropical Candy provocó inundaciones menores y generó varios tornados en partes del sur de los Estados Unidos. El daño total del ciclón alcanzó aproximadamente $ 2,7 millones.
A pesar de tres tormentas con nombre en junio, la actividad ciclónica se desaceleró durante el mes siguiente, con solo una depresión tropical. Durante finales de agosto y principios de septiembre, la Depresión Tropical Once provocó inundaciones en el área de Jacksonville en Florida. El huracán Gladys , la última y también la tormenta con nombre más fuerte de la temporada, se desarrolló en el suroeste del mar Caribe el 13 de octubre. Con un pico de categoría 2 en la escala de vientos huracanados Saffir-Simpson , el sistema provocó inundaciones en el oeste de Cuba, particularmente en La Habana, donde la tormenta causó seis muertes y alrededor de $12 millones en daños. El mar embravecido, las ráfagas de viento, los tornados y las fuertes lluvias resultaron en un impacto generalmente menor en Florida, con tres muertes y daños por un total de $6.7 millones. Gladys también alivió una de las peores sequías de Carolina del Norte. Varias otras tormentas dejaron un impacto insignificante en tierra. En general, las tormentas de la temporada causaron colectivamente aproximadamente $21,8 millones en daños y mataron a 17 personas.

## Resumen de temporada
La temporada de huracanes en el Atlántico comenzó oficialmente el 1 de junio con el desarrollo del huracán Abby ese día. Fue una temporada por debajo del promedio en la que se formaron ocho tormentas tropicales, en comparación con el promedio de 11,3 tormentas con nombre entre 1966 y 2009. Cuatro de ellos alcanzaron la categoría de huracán, ligeramente por debajo del promedio de 6,2 entre 1966 y 2009. Ninguno de los huracanes se convirtió en un gran huracán; solo otras cuatro temporadas desde que comenzó la era de los satélites no presentaron huracanes importantes: 1972, 1986, 1994 y 2013. Además, ningún huracán excedió la intensidad de Categoría 1 en la escala de vientos huracanados Saffir-Simpson ; esto no volvería a ocurrir hasta 2013. A pesar de un comienzo activo, esta temporada tuvo la menor cantidad de días de huracanes desde 1962. Cuatro huracanes y una tormenta tropical tocaron tierra durante la temporada, causando 17 muertes y alrededor de $21,8 millones en daños. La última tormenta de la temporada, una depresión tropical, se disipó el 25 de noviembre, cinco días antes del final oficial de la temporada de huracanes el 30 de noviembre.
La ciclogénesis tropical comenzó en junio, con tres tormentas con nombre durante ese mes, los huracanes Abby y Brenda y la tormenta tropical Candy , que empataron el récord establecido en 1886, 1936, 1959 y luego en 2021. A pesar del inicio rápido, la actividad se desaceleró abruptamente, con solo una depresión tropical en julio. La siguiente tormenta nombrada, el huracán Dolly, existió del 10 al 17 de agosto, mientras que la Depresión Tropical Once se formó más tarde ese mes. Septiembre fue el mes más activo, con cinco depresiones tropicales, dos tormentas tropicales y una tormenta subtropical, que alcanzaron un pico con una intensidad equivalente a una categoría 1. En octubre, el huracán Gladys se convirtió en el ciclón tropical más fuerte de la temporada, a pesar de los vientos máximos sostenidos. de solo 85 mph (135 km/h) y una presión barométrica mínima de 965  mbar (28,5  inHg).
La actividad de la temporada se reflejó con una calificación de energía ciclónica acumulada (ACE) de 45. ACE es, en términos generales, una medida de la potencia del huracán multiplicada por el tiempo que existió, por lo que las tormentas que duran mucho tiempo , así como los huracanes particularmente fuertes, tienen ACE altos. Solo se calcula para avisos completos en sistemas tropicales a 39 mph (63 km/h) o más, que es la fuerza de una tormenta tropical.

## Ciclones tropicales

### Huracán Abby
La interacción de una vaguada en la troposfera media y un frente frío generó una depresión tropical el 1 de junio. La circulación inicial no estaba incluida en la convección, pero a medida que avanzaba lentamente hacia el norte-noreste, pudo fortalecerse y organizarse mejor, alcanzando fuerza de tormenta tropical el 2 de junio. Atravesó el extremo occidental de Cuba , y al llegar al sureste del Golfo de México , Abby se fortaleció gradualmente. Alcanzó vientos de 65 mph (100 km/h) antes de tocar tierra cerca de Punta Gorda, Florida , el 4 de junio. Abby atravesó el estado y luego llegó al Atlántico occidental, donde alcanzó brevemente la condición de huracán .estado tarde el 5 de junio. El 6 de junio, se debilitó e hizo otra recalada cerca de Playa Fernandina con vientos de 65 mph (100 km / h). Abby se debilitó a una depresión tropical a medida que avanzaba sobre Georgia , y durante los siguientes seis días, se desplazó sobre las Carolinas , y finalmente se disipó el 13 de junio al este de Virginia . 
Mientras Abby cruzaba Cuba, se reportaron lluvias moderadas y vientos relativamente fuertes.  Además, Abby dejó caer fuertes lluvias en todo el estado de Florida, alcanzando un máximo de 14,65 pulgadas (372 mm) en Hart Lake.  Sin embargo, la lluvia fue casi totalmente beneficiosa, ya que Florida sufría una sequía severa. A pesar de las ráfagas de viento de hasta 100 mph (160 km / h), no se informaron daños significativos por el viento. Abby generó varios tornados en Florida, aunque las pérdidas rara vez superaron los $5,000.  Un tornado en Monroe, Carolina del Norte , dañó 20 autos, destruyó tres casas e impactó a otras 20. En otros lugares, la tormenta dejó caer lluvias relativamente ligeras y produjo algunos tornados en todo el sureste de los Estados Unidos . En general, la tormenta causó daños por aproximadamente $450,000 y provocó seis muertes indirectas.

### Huracán Brenda
La depresión que generó a Abby persistió, y el 17 de junio se desarrolló otra depresión tropical sobre el Estrecho de Florida . Temprano al día siguiente, la depresión cruzó los Cayos de Florida y luego tocó tierra en un área rural del condado de Monroe . Los niveles de cizalladura del viento se volvieron cada vez más favorables, lo que provocó que la depresión mantuviera su intensidad mientras cruzaba Florida. Debido a que la actividad de lluvias y tormentas eléctricas más intensas se mantuvo lejos de la costa del estado, se informó poco impacto.  Hasta 8,61 pulgadas (219 mm) de precipitación cayeron en la Estación Experimental de Homestead.  A las 18:00  UTC del 19 de junio, la depresión se intensificó hasta convertirse en una tormenta tropical mientras aún estaba tierra adentro .sobre Florida Central , y seis horas más tarde emergió al Océano Atlántico cerca de Flagler Beach . Poco después, una vaguada débil en los vientos del oeste obligó a la tormenta a girar hacia el este. Luego se intensificó, con Brenda acercándose a la intensidad de un huracán a última hora del 21 de junio. 
En ese momento y hasta el 22 de junio, el alto de las Bermudas se desarrolló hacia el suroeste cuando una depresión débil pasó hacia el norte, lo que provocó que Brenda girara hacia el noreste. Con condiciones favorables persistentes,  la tormenta alcanzó el estado de huracán a las 12:00 UTC del 23 de junio. Temprano al día siguiente, Brenda alcanzó su máxima intensidad con vientos máximos sostenidos de 80 mph (130 km/h) y una presión barométrica mínima. de 990  mbar (29  inHg ).  A partir de entonces, una cresta de alta presión impidió que el aire húmedo llegara a la tormenta, lo que provocó su debilitamiento.  Para el 25 de junio, Brenda cayó a la intensidad de tormenta tropical y se deterioró aún más hasta convertirse en una depresión tropical el 26 de junio. Más tarde ese día, fue absorbido por un gran ciclón extratropical,  mientras se encontraba a unas 360 millas (580 km) al oeste-suroeste de la isla de Flores en las Azores . 

### Tormenta tropical Candy
Una perturbación tropical ubicada en el suroeste del Golfo de México se convirtió en una depresión tropical el 22 de junio.  Se produjo un fortalecimiento gradual, y la depresión se convirtió en tormenta tropical Candy al día siguiente. A las 22:45 UTC, la tormenta alcanzó su punto máximo con vientos máximos sostenidos de 70 mph (110 km/h) y una presión barométrica mínima de 995 mbar (29,4 inHg) cuando tocó tierra cerca de Port Aransas, Texas . Moviéndose hacia el interior, Candy rápidamente se debilitó a una depresión tropical a última hora del 24 de junio. Sin embargo, persistió durante unos días más, hasta convertirse en un ciclón extratropical sobre Michigan el 26 de junio. 
Debido a las lluvias de un sistema meteorológico anterior, el suelo ya estaba saturado en todo Texas.  Como resultado, Candy causó inundaciones, con precipitaciones que excedieron las 11 pulgadas (280 mm) en algunas áreas.  Se informaron daños menores a cultivos, carreteras y puentes en las partes orientales del estado. Las pérdidas agrícolas por sí solas fueron un poco menos de $ 2 millones. La marejada ciclónica a lo largo de la costa de Texas provocó "cortes" en la Isla del Padre . La tormenta generó 24 tornados, aunque solo uno causó un impacto significativo.  Candy y sus remanentes arrojaron lluvia en otros 24 estados,  llegando tan al norte como New Hampshire . En general, Candy causó $ 2,7 millones en daños y ninguna muerte. 

### Huracán Dolly
A fines de julio, una onda tropical emergió al Océano Atlántico desde la costa oeste de África. Después de moverse hacia el oeste-noroeste y hacia el oeste, la ola llegó al Estrecho de Florida el 9 de agosto, donde comenzó a interactuar con una baja en el nivel superior. Temprano el 10 de agosto, el sistema se convirtió en una depresión tropical, mientras se encontraba cerca de la isla de Andros en las Bahamas. A las 18:00 UTC de ese día, la depresión se convirtió en una tormenta tropical mientras se dirigía generalmente hacia el norte sobre el Atlántico occidental. Inicialmente, Dolly no se fortaleció significativamente y casi fue absorbida por un frente frío. Después de recorrer en paralelo parte de la Costa Este de los Estados Unidos, Dolly se adentró mar adentro. A las 12:00 UTC del 12 de agosto, Dolly se convirtió en huracán y seis horas después alcanzó su pico inicial de 85 mph (140 km / h). 
Dolly se debilitó brevemente hasta convertirse en tormenta tropical el 13 de agosto en medio de condiciones atmosféricas desfavorables, solo para recuperar la intensidad de huracán al día siguiente.  A las 12:00 UTC del 14 de agosto, Dolly volvió a alcanzar su punto máximo con vientos de 85 mph (140 km/h).  Después de mantener su fuerza durante 18 horas, Dolly comenzó a debilitarse rápidamente y se volvió extratropical el 16 de agosto, mientras se encontraba a unas 300 millas (480 km) al norte de las Azores .  El impacto del huracán Dolly fue mínimo, solo se reportaron lluvias en tierra. La precipitación alcanzó un máximo de 3,89 pulgadas (99 mm) en el Aeropuerto Internacional de Palm Beach en West Palm Beach, Florida. Aunque se limitó principalmente a la costa este de Florida, se informaron áreas aisladas de lluvia en el Panhandle y en la costa oeste. En otros lugares, la lluvia de Dolly también se registró en Carolina del Norte y del Sur, aunque no superó ni alcanzó los 76 mm (3 pulgadas).

### Tormenta tropical Edna
Una onda tropical emergió en el Océano Atlántico desde la costa oeste de África el 10 de septiembre. Una vaguada débil en niveles altos y un anticiclón cálido al este-noreste generaron una cizalladura del viento baja,  lo que permitió que se desarrollara una depresión tropical a las 18: 00 UTC del 13 de septiembre, mientras se encontraba a unas 225 millas (360 km) al sureste de Praia , Cabo Verde .  Aunque las imágenes satelitales indicaron un sistema bien definido, el ciclón no se organizó más hasta el día siguiente, cuando se convirtió en tormenta tropical a las 06:00 UTC. Al hacerlo, Edna rápidamente ganó fuerza. Temprano el 15 de septiembre, el barco Sal Mela observó velocidades del viento de 69 mph (111 km/h), lo que indica que Edna se acercaba al estado de huracán. A las 00:00 UTC, Edna alcanzó su máxima intensidad con vientos máximos sostenidos de 70 mph (110 km/h), que mantuvo durante 18 horas.  Al día siguiente, una vaguada fría en el nivel superior comenzó a producir condiciones desfavorables, lo que provocó que Edna degenerara en una depresión tropical a las 06:00 UTC del 17 de septiembre. Edna degeneró en una onda tropical temprano al día siguiente. mientras se encuentra a unas 395 millas (635 km) al este de Barbuda . 

### Tormenta tropical Frances
Una depresión subtropical se desarrolló al este de las Bahamas a las 12:00 UTC del 23 de septiembre.  La convección se vio reforzada por una vaguada en la troposfera media, aunque inicialmente el fortalecimiento adicional fue lento.  Inicialmente, la depresión subtropical se dirigió hacia el norte, pero se curvó hacia el noreste el 25 de septiembre.  Un avión de reconocimiento el 26 de septiembre informó un núcleo cálido, vientos sostenidos de 52 mph (84 km/h) y una presión barométrica mínima de 1.001 mbar (29,6 pulgadas Hg).  Por lo tanto, se estima que la depresión subtropical hizo la transición a la tormenta tropical Frances alrededor de las 12:00 UTC de esa fecha. La tormenta se intensificó un poco más con vientos de 60 mph (95 km / h) el 27 de septiembre, antes de comenzar a debilitarse al día siguiente. Más tarde ese día, el flujo de dirección desde un área superior de baja presión hizo que Frances se curvara casi hacia el este.  Frances se volvió extratropical a las 12:00 UTC del 29 de septiembre, mientras aún producía vientos huracanados, y se disipó poco más de un día después. 

### Huracán Gladys
A principios de octubre, una onda tropical interactuó con la Zona de Convergencia Intertropical mientras se encontraba en el suroeste del Mar Caribe, generando múltiples áreas de baja presión. Una de las bajas se convirtió en una depresión tropical mientras estaba centrada cerca de San Andrés el 13 de octubre.  La depresión se desplazó hacia el norte-noroeste y se fortaleció hasta convertirse en la tormenta tropical Gladys a última hora del 14 de octubre. Intensificándose aún más, Gladys alcanzó vientos de 65 mph. (100 km/h) antes de golpear el oeste de Cuba a las 15:00 UTC del 15 de octubre. Al llegar al este del Golfo de México, Gladys reanudó su intensificación y luego alcanzó el estado de huracán a principios del 17 de octubre. A las 00:00 UTC del 19 de octubre, Gladys alcanzó su punto máximo con vientos máximos sostenidos de 100 mph (155 km/h), lo que lo convierte en un huracán de categoría 2 , y cuatro horas más tarde tocó tierra cerca de Homosassa, Florida , con los mismos vientos, junto con una presión central estimada de 977 mb (28,9 inHg). El huracán cruzó el estado y continuó hacia el noreste, pasando justo al este del cabo Hatteras el 20 de octubre. A las 18:00 UTC, Gladys se volvió extratropical y fue absorbida por un frente frío sobre Nueva Escocia. 
En Cuba, Gladys provocó inundaciones repentinas y dañó gravemente la cosecha de tabaco.  Los daños en el país se estimaron en $ 12 millones y hubo seis muertes.  Mientras pasaba al oeste de los Cayos de Florida, el huracán produjo fuertes vientos que cortaron brevemente las comunicaciones con Dry Tortugas ,  pero los daños fueron menores.  Cerca de donde Gladys tocó tierra, las ráfagas de viento alcanzaron los 160 km/h (100 mph) y las mareas alcanzaron los 2,0 m (6,5 pies) por encima de lo normal. Hubo una fuerte erosión de las playas e inundaciones a lo largo de la costa, mientras que los vientos derribaron árboles y provocaron cortes de energía. En todo el estado, los daños se estimaron en $ 6,7 millones y tres personas murieron indirectamente. Las fuertes lluvias en Carolina del Sur causaron inundaciones menores en los ríos.  Cuando se encontraba en paralelo frente a la costa de Carolina del Norte, Gladys fue responsable de romper la peor sequía del estado desde 1932, y demostró ser más beneficiosa que los daños causados por tormentas menores allí.  Más tarde, Gladys mató a dos personas en el Atlántico canadiense y causó daños en la costa de la Isla del Príncipe Eduardo.

## Nombre de los ciclones tropicales
Los siguientes nombres se usaron para las tormentas con nombre que se formaron en el Atlántico Norte en 1968. La lista es prácticamente la misma que la de la temporada de 1964, a excepción de Candy, Dolly, Edna, Frances, Hannah e Ingrid. Una tormenta fue nombrada Candy por primera vez en 1968. No se retiraron nombres esta temporada. Sin embargo, el nombre Edna se retiró posteriormente de forma retroactiva debido al huracán Edna de la temporada de 1954 y no se ha utilizado desde entonces. Los nombres que no fueron asignados están marcados en 
.
| - Abby - Brenda - Candy - Dolly - Edna - Frances - Gladys | - Hannah (sin usar) - Ingrid (sin usar) - Janet (sin usar) - Katy (sin usar) - Lila (sin usar) - Molly (sin usar) - Nita (sin usar) | - Odette (sin usar) - Paula (sin usar) - Roxie (sin usar) - Stella (sin usar) - Trudy (sin usar) - Vesta (sin usar) - Wesley (sin usar) |